# Макин, Кенжебай
Кенжебай Макин — советский хозяйственный, государственный и политический деятель.

## Биография
Родился в 1906 году в ауле № 6. Член КПСС.
С 1927 года — на хозяйственной, общественной и политической работе. В 1927—1960 гг. — заместитель председателя, секретарь ячейки ВЛКСМ аульного Совета, инструктор, информатор Алма-Атинского областного комитета ВКП(б), заведующий Сектором кадров «Скотоводтреста», заместитель директора, директор молмясосвхоза, начальник Юго-Западного управления Народного комиссариата совхозов Казахской ССР, директор молмясосовхоза, директор Павлодарской областной конторы Казснабпрома, директор машинно-тракторной станции, 2-й секретарь, 1-й секретарь Максимо-Горьковского районного комитета КП(б) Казахстана, председатель Исполнительного комитета Павлодарского областного Совета, 1-й секретарь Михайловского районного комитета КП(б) Казахстана, 1-й секретарь Баянаульского районного комитета КП(б) — КП Казахстана, 2-й секретарь Павлодарского областного комитета КП Казахстана.
Избирался депутатом Верховного Совета Казахской ССР.
Умер в Павлодаре в 1960 году.